# Christine Grän
Christine Grän (* 18. April 1952 in Graz) ist eine österreichische Schriftstellerin.

## Leben
Grän studierte in ihrer Geburtsstadt Germanistik und Anglistik. Nach dem Studium arbeitete sie als Redakteurin und lebte fünf Jahre lang in Afrika, bis sie sich schließlich in Bonn als freie Journalistin und Autorin niederließ.
Bekanntheit erlangte Grän vor allem als Krimiautorin mit ihrer Bücherserie Anna Marx, nach deren Motiven für die ARD die Fernsehserie Auf eigene Gefahr mit Thekla Carola Wied in der Hauptrolle verfilmt wurde. Über die Urheberrechte der stark veränderten Detektivin gab es Prozesse, die Grän letztlich verlor.  
Für Marx ist tot ehrte sie 1994 die deutsche „Raymond-Chandler-Gesellschaft“ mit dem Marlowe in der Kategorie Bester Kriminalroman – National.

## Werke (Auswahl)
Belletristik
- Die kleine Schwester der Wahrheit. Roman. Fischer, Frankfurt/M. 1992, ISBN 3-596-10866-7.[2]
- Dame sticht Bube. Roman. Knaus, München 1997, ISBN 3-8135-0042-X.
- Die Hochstaplerin. Roman. Knaus, München 1999, ISBN 3-8135-0125-6.
- Hurenkind. 2. Aufl. Goldmann, München 2002, ISBN 3-442-45385-2.[3]
- Villa Freud. Goldmann, München 2004, ISBN 3-442-45722-X.
- Heldensterben. Roman. Eichborn, Frankfurt/M. 2008, ISBN 978-3-8218-6209-5 (Die Andere Bibliothek; 280).[4][5]
- Marx ist tot. Rowohlt, Reinbek 1993, ISBN 3-499-43081-9.
- Feuer bitte! Ein neuer Fall für Anna Marx. Goldmann, München 2008, ISBN 978-3-442-46577-4.
- Jedermanns Gier, Krimi, Nautilus, Hamburg 2009, ISBN 978-3-89401-589-3
- Amerikaner schießen nicht auf Golfer: 18 Storys, ars vivendi, Cadolzbu9rg 2014, ISBN 978-3-86913-413-0
- Sternstr. 24 : 24 Weihnachtsgeschichten vom Parterre bis unters Dach, ars vivendi, Cadolzburg 2015, ISBN 978-3-86913-574-8
- Anna Marx und der sanfte Tod. ars vivendi, Cadolzburg 2021, ISBN 978-3-7472-0278-4.
- Das Fräulein muss sterben. Gemeinsam mit Marianne von Waldenfels. Droemer, München 2024, ISBN 978-3-426-44688-1.

Kommissar Martin Glück, gemeinsam mit Hannelore Mezei
- Glück am Wörthersee. Kriminalroman, ars vivendi, Cadolzburg 2016, ISBN 978-3-86913-631-8.
- Glück in Wien. Kriminalroman, ars vivendi, Cadolzburg 2018, ISBN 978-3-86913-883-1.
- Glück in der Steiermark. Kriminalroman, ars vivendi, Cadolzburg 2019, ISBN 978-3-86913-997-5.
- Glück in Salzburg. Martin Glücks vierter Fall, ars vivendi, Cadolzburg 2019, ISBN 978-3-7472-0113-8.[6]
- Glück im Burgenland. Martin Glücks fünfter Fall, ars vivendi, Cadolzburg 2021, ISBN 978-3-7472-0298-2.
- Glück in Kitz. Martin Glücks sechster Fall, ars vivendi, Cadolzburg 2022, ISBN 978-3-7472-0430-6.
- Glück in Bad Ischl. Martin Glücks siebter Fall, ars vivendi, Cadolzburg 2024, ISBN 978-3-7472-0546-4.
- Glück im Weinland.  Martin Glücks achter Fall, ars vivendi, Cadolzburg 2025, ISBN 978-3-7472-0650-8.

Sachbücher
- Hunger. Ein Report. Dietz Verlag, Bonn 1993, ISBN 3-8012-3048-1 (Dietz-Taschenbuch; 48).
- Nahrungsmittelhilfe als Entwicklungshilfe? Projekte der Partnerschaft. Deutsche Welthungerhilfe, Bonn 1986.
- Philippinen. Projekte der Partnerschaft. Deutsche Welthungerhilfe, Bonn 1986.
- Zusammenarbeit mit Entwicklungsländern. So sieht die Praxis aus. 2. Aufl. BMZ, Bonn 1984, ISBN 3-923343-02-7.

## Hörspiele
- 2013: mit Eva Karnofsky: Quitos Töchter – Regie: Jörg Schlüter (Hörspiel – WDR)